# Guy Dezaunay
Pour les articles homonymes, voir Dezaunay.
Guy Jean Joseph Dezaunay, né à Nantes le 16 novembre 1896 où il est mort le 30 mai 1964, est un peintre et dessinateur français.

## Biographie
Élève de son père, Émile Dezaunay, et de Charles Guéron, sociétaire du Salon d'automne et du Salon des artistes français où il expose, il remporte le Prix Lafont en 1925.